# رون رييس
رون رييس (بالإنجليزية: Ron Reyes)‏ هو مغني أمريكي، ولد في 24 يوليو 1960 في بورتوريكو في الولايات المتحدة.

## وصلات خارجية
- رون رييس على موقع IMDb (الإنجليزية)
- رون رييس على موقع ميوزك برينز (الإنجليزية)
- رون رييس على موقع ديسكوغز (الإنجليزية)